# Emile Garcke

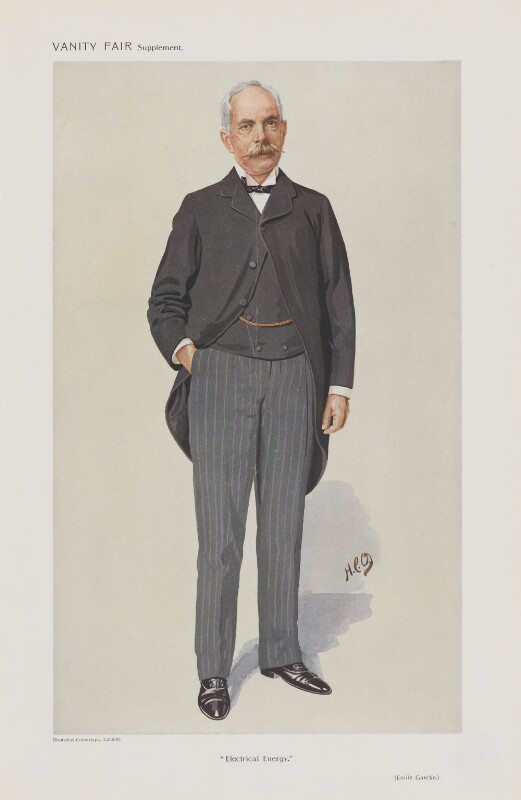
Emile Garcke, Karikatur in der Vanity Fair 1910

Emile Oscar Garcke (* 3. Februar 1856 in Naumburg; † 14. November 1930 in Pinkneys Green, Berkshire) war ein deutsch-britischer Manager. Er wurde in Großbritannien bekannt als ein Pionier der Elektrifizierung und auch als Sachverständiger für industrielles Rechnungswesen.

## Leben und Werk

### Kindheit und Jugend
Als kleines Kind kam er 1859 mit seiner Mutter und mehreren Geschwistern, dem Vater folgend, nach England. Emile erhielt im März 1880 auf seinen Antrag die britische Staatsangehörigkeit. Über seine Ausbildung ist nichts Näheres bekannt. 
Erste berufliche Erfahrungen machte er im Bergwerks- und Bankwesen. 1879 im Alter von 23 Jahren beantragte er die Einbürgerung. In jener Zeit lernte er den Iren George Bernard Shaw kennen, den später weltberühmten Dramatiker und Kritiker, sowie Sidney Webb, zusammen mit Shaw Mitbegründer und später führende Persönlichkeit der Fabian Society und Minister im britischen Kabinett. Emile und Shaw waren gleich alt, Webb war drei Jahre jünger. Alle drei waren 1881/82 Mitglied des Vorstandes der Zetetical Society, eines Debattierclubs in London, in dem junge, fortschrittliche Intellektuelle aus dem britischen Mittelstand zusammen kamen. Emile war Schatzmeister.
1882 heiratete er Alice Withers, deren Vater, John Withers, Bürstenfabrikant war. Sie hatten einen Sohn, Sydney, der 1885 geboren wurde.
1883 wurde Emile Sekretär der Brush Electrical Engineering Company. 1889 wurde die Fertigung von Lambeth, London, nach Loughborough nordöstlich von Birmingham verlegt. Das Unternehmen war einer der größten Hersteller von Ausrüstungen für die Gewinnung und Weiterleitung von elektrischem Strom in Großbritannien.
Garckes Herkunft und eine damit verbundene Unbefangenheit gegenüber britischen Traditionen trugen dazu bei, dass er sich gerade der Elektrowirtschaft widmete. In dem Elektroantrieb sahen britische Ingenieure auch dann noch nicht eine praktische Lösung, als auf dem Kontinent bereits elektrisch angetriebene Züge fuhren. 1893 war Garcke Vorstandsvorsitzender (Chairman) der Brush Company. 
1887 diente Garcke unter dem Vorsitzenden Lord Thurlow als ehrenamtlicher Sekretär des Parlamentsausschusses für das Gesetz über elektrische Beleuchtung. Der Ausschuss hatte den Auftrag, Verbesserungen des 1882 erlassenen Gesetzes zu prüfen, insbesondere privaten Firmen größere Anreize zu geben, sich zu engagieren.

### Autor und Herausgeber
Zusammen mit dem stellvertretenden Sekretär und Buchhalter der Brush Company, John Menger Fells, schrieb Emile ein vorwärtsweisendes und höchst erfolgreiches Buch, Factory Accounts. Their Principles and Practice, das in erster Auflage 1887 erschien und insgesamt sieben Auflagen zu seinen Lebzeiten, die letzte 1922, erlebte. Noch 1976 wurde es nachgedruckt. Den Mitautor Fells hatte Emile bereits in der Zeit der Zetetical Society kennen gelernt, in der Fells gleichfalls Mitglied gewesen war. Das Buch sollte, so die Autoren, „eine systematische Darstellung der Grundsätze, die die industrielle Buch- und Rechnungsführung regeln, bieten wie auch die Methoden, nach denen diese Grundsätze in die Praxis umgesetzt und für wichtige Zwecke in Industriebetrieben genutzt werden können“ (Vorwort zur zweiten Auflage). In gewisser Weise deutete das Buch bereits den Begriff „Grenzkosten“ an.
1893 übernahm Emile die Stelle des Geschäftsführers der Electric Construction Co. in Wolverhampton für die Zeit bis Ende 1894. Unter seiner Leitung wurde die Gesellschaft vollständig umorganisiert. 
1896 gründete er das „Manual of Electrical Undertakings“, das zu seinen Lebzeiten von einem kleinen Buch mit wenigen Seiten zu einem jährlichen Register von über 2000 Seiten wuchs. Von 1896 bis 1960 erschienen, bekannt als „Garcke’s Manual“, sind die Bände heute eine wichtige Quelle für die Entwicklung der Elektrizitätswirtschaft im Vereinigten Königreich. Ab 1916 gab er auch das Motor Transport Year Book heraus.

### Gründung der British Electric Traction Company Ltd.
1895 kamen Hoffnungen auf, die Gesetzgebung, die bis dahin die Entwicklung von Straßenbahnen behindert hatte, könne geändert werden. Die London Chamber of Commerce benannte Garcke als ihren Vertreter auf einer Konferenz des Board of Trade im Jahre 1895, die dann zum Erlass des Light Railways Act führte. Emile dachte nicht nur daran, Straßenbahnen in den großen Städten zu elektrifizieren, sondern auch daran, dicht besiedelte Gebiete mit elektrischen Fahrzeugen durchziehen zu lassen bis hin zur Errichtung von Netzwerken städteverbindender Systeme. 
Für sein Vorhaben konnte Emile die Hilfe gewichtiger finanzieller Freunde gewinnen, die British Electric Traction (B.E.T.), zu gründen, die am 26. Oktober 1896 im Handelsregister eingetragen wurde. Ziel war, Personen und Güter zu transportieren und Elektrizität zu erzeugen und zu verteilen. Der erste Vorstandsvorsitzende (Chairman) der B.E.T. war Sir Charles Rivers Wilson, Vorstandsvorsitzender der Grand Trunk Railway of Canada, davor Beamter im Finanzministerium, Privatsekretär des britischen Premierministers Benjamin Disraeli und Mitglied des Rates der Suez Canal Company. Andere Direktoren mit politischer Erfahrung waren Sir Charles Fremantle, gleichfalls früher Beamter des Finanzministeriums, Privatsekretär Disraelis und Mitglied des Vorstandes der Suez Canal, sowie Lord Rathmore, der ebenfalls mit der Suez Canal Company verbunden war. Sie sollten helfen, wenn politische Zwänge der Ausdehnung der Gesellschaft entgegenstehen sollten, diese zu überwinden. 
Das Stammkapital der B.E.T. betrug bei der Gründung ₤ 600 000. Zehn Jahre nach der Gründung standen Aktien- und Darlehnskapital bei fast ₤ 5 000 000; davon waren rd. ₤ 2 000 000 Schuldverschreibungen. 
Die ersten Straßenbahnvorhaben wurden in Hartlepool, Kidderminster, Oldham und Stoke-on-Trent entwickelt. Um 1899 gehörten bereits fast 40 Straßenbahnunternehmungen zu der Gruppe. 1901 ließ B.E.T. auf 189 km elektrische Straßenbahnen laufen, 1902 auf 451 km. Am stärksten waren die Linien in den Midlands in Birmingham, Dudley, Stourbridge konzentriert.
1899 bereits hatte B.E.T. die Auckland Tramways in Neuseeland gekauft, die sich zu einer der erfolgreichsten Unternehmungen der Gesellschaft entwickelten. 1906 gründete B.E.T. zusammen mit der Brush Electrical Company eine Gesellschaft mit einem Kapital von ₤ 1 200 000, die die Straßenbahnen in Mumbai, damals Bombay genannt, in Indien elektrifizierte. 
Die B.E.T. Company war gebietlich organisiert. Sobald B.E.T. eine Straßenbahn-Gesellschaft gegründet oder gekauft hatte, übernahm der zuständige Bezirksaufseher die Stelle eines Direktors der örtlichen Gesellschaft. Emile Garcke war im Allgemeinen der Vorstandsvorsitzende (Chairman) der Tochtergesellschaften in allen Bezirken. So war er, direkt oder indirekt, mit über 80 Gesellschaften verbunden. Das tägliche Geschäft war Sache der örtlichen Gesellschaften. B.E.T. selbst war eine Dachgesellschaft mit nur einer kleinen Belegschaft. In den frühen Jahren arbeiteten, abgesehen von den Direktoren, nicht viel mehr als 30 Personen am Hauptsitz. Das Verdienst für dieses weitsichtige Organisationsschema lag ausschließlich bei Emile Garcke. 
Emile Garcke war fest davon überzeugt, dass ein fairer Ausgleich zwischen den Interessen der Aktieninhaber der Gesellschaft und denen der Beschäftigten gesucht werden müsse. Bereits 1899 wurde der bezahlte Urlaub eingeführt und innerhalb von vier Jahren nach dem Beginn der B.E.T.-Gesellschaft wurde ein Jahreszusatzleistungs-Fonds eingerichtet. Um 1900 war eine solche Praxis keineswegs allgemein verbreitet. Die B.E.T.-Personalführung war geleitet von dem Gedanken der Kameradschaft und Zusammenarbeit. 1900 wurde ein Betriebssportclub gegründet. In einigen der Tochtergesellschaften gab es für die Beschäftigten Vorlesungen über Elektrizität. 
Viele B.E.T.-Vorhaben um 1900 stießen auf den heftigen Widerstand der von privaten Straßenbahnlinien betroffenen Gemeinden. Gegen deren wirtschaftliche Bestrebungen machten Vertreter der Privatwirtschaft ihrerseits Front in vielfältigen Organisationen und Aktionen und versuchten, die Politik in ihrem Sinne zu beeinflussen. Unter ihnen war Emile Garcke einer der wichtigsten Strippenzieher. Im Herbst 1902 gründete er die Industrial Freedom League. Diese war vor allem 1902, 1903 in dem mittelenglischen Industriegebiet um Liverpool, Birmingham, Manchester, Leeds (Midlands) tätig. Sie bestand noch 1909. Der Streit der Interessen endete letztlich in einem Unentschieden.
Die B.E.T.-Gründer hatten ursprünglich vorgehabt, dass ihre Straßenbahnen nicht nur große Städte durchqueren, sondern in dicht besiedelten Gebieten auch mehrere Städte verbinden sollten. Nach einigen Jahren wurde aber klar, dass das nicht verwirklicht werden konnte. In den Jahren nach 1906 begann die Zahl der B.E.T-Straßenbahnvorhaben sogar zurückzugehen, anfangs langsam, dann beschleunigt, insbesondere nach dem Ersten Weltkrieg. Gemeinden übten Druck aus, dass Straßenbahnen an sie verkauft wurden. Dies war einer der Gründe, warum die Gesellschaft ihre Aktivitäten auch auf andere Formen des Transports lenkte. Bereits 1902 hatte die Gesellschaft einen Automobilausschuss gebildet. Garcke war Mitglied. 1905 begründete B.E.T. die British Automobile Development Company, die die Muttergesellschaft für die B.E.T-Automobilinteressen bildete. Emile wurde einer der frühesten Pioniere des Busgewerbes in Großbritannien. Nach seiner Meinung sollten allerdings Busse als Zubringer die Straßenbahnlinien unterstützen.
Emile Garcke war B.E.T.-Vorstandsvorsitzender (Chairman) von 1911 bis 1920. Nach der neuen Strategie erfolgten umfangreiche allgemeine Investitionen, einschließlich erheblicher Beteiligungen an einer Reihe von Gasgesellschaften, die das Gebiet um den Firth of Forth in Schottland bedienten. Als stellvertretender Vorsitzender behielt Garcke seine Stelle als Chef der Betriebsleitung, bis er sich 1929, im 73. Lebensjahr, zurückzog.

### Überbetriebliches Wirken
Garcke hatte sich seine technischen Kenntnisse des Elektrowesens im Selbststudium angeeignet. Wie erfolgreich er war, belegt der Bericht über ihn, als er 70 Jahre alt war: er habe in Großbritannien viele Jahre lang eine führende Rolle eingenommen in den praktischen wie in den theoretischen Fragen der Elektrowissenschaft.
Außer dass er sich öffentlichen Ausschüssen zur Verfügung stellte, betätigte sich Emile Garcke auch in verschiedenen halböffentlichen Gremien. Er setzte sich dafür ein, dass die London Chamber of Commerce eine Elektrizitätsgruppe bildete und war später selbst Vorsitzender dieser Gruppe. Er war Mitglied des Leitungsausschusses (Executive Committee) der Federation of British Industries, war Präsident der British Electrical Federation und stellvertretender Vorsitzender der Tramways and Light Railways Association. Er wurde auch zum Mitglied der Royal Statistical Society gewählt und wurde Mitglied des Institute of Actuaries.
Gegen Ende seiner beruflichen Laufbahn wurde Garcke unterstützt von einem persönlichen Sekretär, John Spencer Wills, der später selbst Vorstandsvorsitzender der B.E.T. und Ehemann von Emiles Enkeltochter Elizabeth Garcke wurde.
In seinen späteren Jahren hatte Emile bereits mehr Zeit gefunden, sich sozialen und philosophischen Fragen zu widmen. 1929 veröffentlichte er das Buch Individual Understanding. A layman’s approach to practical philosophy, in dem er betont, Klassifizierungen und Definitionen seien besonders wichtig, um zu philosophischen Erkenntnissen zu kommen. Emile war einer der Gründer, ehrenamtlicher Schatzmeister und Förderer des Institute of Philosophical Studies, heute Royal Institute of Philosophy. Garcke war auch Mitglied des Council der Philosophical Society of England. Er war ein eifriger Imker.
Tief beeindruckt von der schweren industriellen Krise gegen Ende der 1920er Jahre, glaubte er, Mitbeteiligung der Arbeitnehmer in den Unternehmen könne den wirksamsten Beitrag für eine Verbesserung liefern. In der Brush Electrical Engineering Company gelang es ihm, dieses Konzept zu verwirklichen. BET war seit 1903 Hauptaktionär dieses Unternehmens. Um 1927 hatte das Unternehmen vor allem in Loughborough nordöstlich von Birmingham 1700 Mitarbeiter. Emile war 1927 weiterhin Chairman des Unternehmens. Der die normale Dividende überschreitende Betrag wurde jedes Jahr zwischen den Beschäftigten und den Aktionären nach dem Anteil der gezahlten Löhne, Gehälter und Dividenden verteilt. Beginnend mit dem Gewinn von 1925 an erhielten die Mitarbeiter einen Teil des Gewinns in der Form von Aktien. Die Mitbeteiligung bei Brush galt als eines der bemerkenswertesten Vorhaben dieser Art in Großbritannien in der Zeit nach dem Ersten Weltkrieg.
1929 wurde Garcke zum Vorsitzenden des Rates (Council) der Industrial Co-Partnership Association gewählt. Diesen Namen hatte die 1884 gegründete, heute unter dem Namen „Involvement and Participation Association“ (IPA) fortbestehende Organisation erst ein Jahr zuvor angenommen. Der von Emile geleitete Rat wählte den Vorstand. Emile war für diese Organisation eine Quelle der Inspiration. Er persönlich übernahm die Kosten für die Einrichtung eines Büros für die Vereinigung.
Er starb an einem Herzanfall am 14. November 1930 in seinem Haus, Ditton Meads, in Pinkneys Green, Cookham, in der Nähe von Maidenhead, Berkshire. Sein Nachlass wurde auf 167.150 Pfund eingeschätzt.
Allgemeine Darstellungen zur britischen Wirtschaftsgeschichte berichten über Emile Garcke noch in der heutigen Zeit (s. David J. Jeremy: A Business History of Britain 1900–1990, Oxford 1998).

## Veröffentlichungen
- (mit John Menger Fells) Factory Accounts. Their Principles and Practice. London 1887; weitere Auflg. 1888; 1889; 1893; 1902; 1911; 1922 (Nachdruck der 4. Auflg. New York, USA, 1976)
- Individual Understanding. A Layman’s Approach to Practical Philosophy. London 1929 (383 S.)
- Garcke’s Manuel of Electrical Undertakings and Directory of Officials (Herausgeber), London, ab 1896 (erschien bis 1960)
- The Motor transport year book & directory (Herausgeber), London 1916
- Electricity Supply; Lightning, Electric (Commercial Aspects); Railways, Light Railways (teilweise); Telegraph, Commercial Aspects; Telephone, Commercial Aspects; Tramway. In: Encyclopaedia Britannica, 11. Auflg., 29 Bde., Cambridge 1910–1911